# Ковалёва, Ольга Васильевна
Ольга Васильевна Ковалёва (23 июля [4 августа] 1881, д. Любовка, Саратовская губерния — 2 января 1962, Москва) — русская и советская певица (контральто) мокшанского происхождения, заслуженная артистка республики (звание присвоено до 1934), народная артистка РСФСР (1947).

## Биография
Родилась в семье успешного малорусского крестьянина-однодворца Василия, чьи предки переселились в Поволжье из ликвидированой императрицей Екатериной II Гетьманщины, и дворцовой мокшанской крестьянки Александры (в девичестве Житкова). В детстве информации находилась в окружении «двух сред»: деревенской и помещичье-интеллигентской, проявившиеся позднее. Понимание социальной несправедливости, азы философии народничества Ольга Ковалёва получила от пришлого человека с «волчьим билетом» A.B. Абодеева, обучавшего деревенских детей Аткарского уезда грамоте.  С помощью старшего брата Александра, в то время сельского учителя, будущая певица готовилась к получению специального образования в Самаре.
О том, чтобы стать артисткой юная Ковалёва и не помышляла. Звучание песен, сопровождавшее её ранние деревенские годы жизни в Любовке, стало той основой, на которой выросла будущая артистка. В 1906 году окончила Музыкальные классы Саратовского отделения Русского музыкального общества. В 1907—1909 годах занималась на оперных курсах И. П. Прянишникова в Петербурге. В составе частной оперной труппы гастролировала в разных городах России. Пела в оперных театрах провинции (Ратмир — «Руслан и Людмила» Глинки, Зибель — «Фауст» Гуно).
Однако её истинным призванием было исполнение русских народных песен. Под руководством известного фольклориста Е. Линёвой она подготовила на их основе концертную программу, с которой начала выступать в Москве с 1912 года. В результате, с 1913 года Ковалёва в основном выступала как исполнительница народных песен. В этом качестве она гастролировала в Европе (Швеция, Норвегия, Финляндия, Франция, Германия).
С 1924 года работала солисткой Всесоюзного радио и была удостоена звания народной артистки РСФСР. Ковалёва — автор текста и мелодии многих популярных песен («Ой, цвети кудрявая рябина», «Волга-реченька глубока» и др.)
В своё время Ольга Васильевна первой шагнула к радиомикрофону с русской песней и очень много работала на радио, будучи сначала солисткой, а в конце жизни художественным консультантом Хора русской песни Всесоюзного радио.
Она представляла русскую песню в составе концертной группы, выступавшей от имени Советской республики в Швеции и Норвегии в 1921 году, в 1925 году выезжала в составе делегации советских артистов в Париж на Всемирную художественную выставку и в 1927 — во Франкфурт-на-Майне.
И быть бы Ольге крестьянкой, если бы не родители, заметившие одаренность и восприимчивость девочки, обладавшей сильным красивым голосом. Позже у дальних родственников она училась грамоте, затем в 20 лет пошла на фельдшерско-акушерские курсы.
Дочь — актриса Марина Францевна Ковалёва (1923—2007), была замужем за режиссёром Леонидом Аграновичем. Двоюродный племянник — ихтиолог Дмитрий Ковалёв (1900—1992) был передовым учёным Саратовского университета в 1930-е гг., но с началом Великой Отечественной войны призван в ряды Красной армии; осенью 1941 г. получил ранении и проходил лечение в Сарапуле, позже стал деревенским учителем в Саратовской области.
Похоронена на Введенском кладбище (9 уч.).